# Alemanha nos Jogos Olímpicos de Verão de 2024
Alemanha participou dos Jogos Olímpicos de Verão de 2024, realizados em Paris, na França. Foi a 18.ª aparição do país nos Jogos Olímpicos de Verão desde a estreia na primeira edição, em Atenas 1896, sendo representado por 428 atletas que competiram em 30 esportes.
Conquistou 33 medalhas, sendo doze de ouro, treze de prata e oito de bronze, pior resultado do país desde a reunificação em 1990. O hipismo foi a modalidade com mais medalhistas de ouro (4), enquanto a canoagem foi o esporte com mais medalhas no total, responsável por seis conquistas. Sete atletas conquistaram mais de uma medalha nos Jogos: Max Lemke e Jacob Schopf na canoagem, e Jessica von Bredow-Werndl no hipismo obtiveram duas medalhas de ouro cada; Isabell Werth conquistou um ouro e uma prata no hipismo; e as canoístas Jule Hake e Paulina Paszek, além da ciclista Lea Friedrich tiveram uma medalha de prata e outra de bronze cada uma.

## Medalhas
| Atleta | Esporte              | Evento                          | Medalha |
| --- | -------------------- | ------------------------------- | ------- |
| Lukas Märtens | Natação              | 400 m livre masculino           | Ouro    |
| Michael Jung | Hipismo              | CCE individual                  | Ouro    |
| Oliver Zeidler | Remo                 | Skiff simples masculino         | Ouro    |
| Jessica von Bredow-Werndl Isabell Werth Frederic Wandres | Hipismo              | Adestramento por equipes        | Ouro    |
| Jessica von Bredow-Werndl | Hipismo              | Adestramento individual         | Ouro    |
| Tim Hellwig Lisa Tertsch Lasse Lührs Laura Lindemann | Triatlo              | Revezamento misto               | Ouro    |
| Svenja Brunckhorst Sonja Greinacher Elisa Mevius Marie Reichert | Basquetebol          | 3x3 feminino                    | Ouro    |
| Christian Kukuk | Hipismo              | Saltos individual               | Ouro    |
| Max Lemke Tom Liebscher Max Rendschmidt Jacob Schopf | Canoagem             | K-4 500 m masculino             | Ouro    |
| Max Lemke Jacob Schopf | Canoagem             | K-2 500 m masculino             | Ouro    |
| Darja Varfolomeev | Ginástica rítmica    | Individual geral                | Ouro    |
| Yemisi Ogunleye | Atletismo            | Arremesso de peso feminino      | Ouro    |
| Miriam Butkereit | Judô                 | Até 70 kg feminino              | Prata   |
| Elena Lilik | Canoagem             | Slalom C-1 feminino             | Prata   |
| Florian Unruh Michelle Kroppen | Tiro com arco        | Equipes mistas                  | Prata   |
| Leo Neugebauer | Atletismo            | Decatlo masculino               | Prata   |
| Isabell Werth | Hipismo              | Adestramento individual         | Prata   |
| Sarah Brüßler Jule Hake Pauline Jagsch Paulina Paszek | Canoagem             | K-4 500 m feminino              | Prata   |
| - Mathias Müller Mats Grambusch Lukas Windfeder Niklas Wellen Johannes Große Thies Prinz Paul-Philipp Kaufmann Teo Hinrichs Tom Grambusch Gonzalo Peillat Christopher Rühr Justus Weigand Marco Miltkau Martin Zwicker Hannes Müller Malte Hellwig Moritz Ludwig Jean Danneberg               | Hóquei sobre a grama | Masculino                       | Prata   |
| Malaika Mihambo | Atletismo            | Salto em distância feminino     | Prata   |
| Oliver Klemet | Natação              | 10 km masculino                 | Prata   |
| Esther Henseleit | Golfe                | Individual feminino             | Prata   |
| Nils Ehlers Clemens Wickler | Voleibol de praia    | Masculino                       | Prata   |
| Lea Friedrich | Ciclismo             | Velocidade feminino             | Prata   |
| - David Späth Johannes Golla Luca Witzke Sebastian Heymann Justus Fischer Juri Knorr Julian Köster Renārs Uščins Kai Häfner Tim Hornke Andreas Wolff Rune Dahmke Lukas Mertens Christoph Steinert Marko Grgić Jannik Kohlbacher                                                               | Handebol             | Masculino                       | Prata   |
| Maren Völz Tabea Schendekehl Leonie Menzel Pia Greiten | Remo                 | Skiff quádruplo feminino        | Bronze  |
| Isabel Gose | Natação              | 1500 m livre feminino           | Bronze  |
| Noah Hegge | Canoagem             | Slalom caiaque cross masculino  | Bronze  |
| Pauline Grabosch Emma Hinze Lea Friedrich | Ciclismo             | Velocidade por equipes feminino | Bronze  |
| Nelvie Tiafack | Boxe                 | Mais de 92 kg masculino         | Bronze  |
| Jule Hake Paulina Paszek | Canoagem             | K-2 500 m feminino              | Bronze  |
| - Merle Frohms Sarai Linder Kathrin Hendrich Bibiane Schulze Marina Hegering Janina Minge Lea Schüller Sydney Lohmann Sjoeke Nüsken Laura Freigang Alexandra Popp Ann-Katrin Berger Sara Doorsoun Elisa Senß Giulia Gwinn Jule Brand Klara Bühl Vivien Endemann Felicitas Rauch Nicole Anyomi | Futebol              | Feminino                        | Bronze  |
| Alexandra Burghardt Rebekka Haase Gina Lückenkemper Lisa Mayer Sophia Junk | Atletismo            | Revezamento 4x100 m feminino    | Bronze  |

## Competidores
Esta foi a participação por modalidade nesta edição:
| Esporte              | Masculino | Feminino | Total |
| -------------------- | --------- | -------- | ----- |
| Atletismo            | 42        | 37       | 79    |
| Badminton            | 3         | 1        | 4     |
| Basquetebol          | 12        | 16       | 28    |
| Boxe                 | 1         | 1        | 2     |
| Canoagem             | 12        | 12       | 24    |
| Ciclismo             | 12        | 13       | 25    |
| Escalada esportiva   | 2         | 1        | 3     |
| Esgrima              | 1         | 1        | 2     |
| Futebol              | 0         | 18       | 18    |
| Ginástica            | 6         | 10       | 16    |
| Golfe                | 2         | 2        | 4     |
| Handebol             | 14        | 14       | 28    |
| Hipismo              | 6         | 3        | 9     |
| Hóquei sobre a grama | 16        | 16       | 32    |
| Judô                 | 4         | 6        | 10    |
| Lutas                | 3         | 4        | 7     |
| Natação              | 15        | 10       | 25    |
| Pentatlo moderno     | 2         | 2        | 4     |
| Remo                 | 18        | 5        | 23    |
| Saltos ornamentais   | 4         | 5        | 9     |
| Skate                | 1         | 1        | 2     |
| Surfe                | 1         | 1        | 2     |
| Taekwondo            | 0         | 1        | 1     |
| Tênis                | 6         | 4        | 10    |
| Tênis de mesa        | 3         | 3        | 6     |
| Tiro                 | 5         | 8        | 13    |
| Tiro com arco        | 1         | 3        | 4     |
| Triatlo              | 3         | 3        | 6     |
| Vela                 | 7         | 7        | 14    |
| Voleibol             | 12        | 0        | 12    |
| Voleibol de praia    | 2         | 4        | 6     |
| Total                | 216       | 212      | 428   |